# ستيفن سوندرز
ستيفن سوندرز (بالإنجليزية: Steven Saunders)‏ (30 مارس 1991 بغلاسكو في المملكة المتحدة - ) هو لاعب كرة قدم بريطاني في مركز الدفاع. شارك مع منتخب اسكتلندا تحت 19 سنة لكرة القدم ومنتخب اسكتلندا تحت 21 سنة لكرة القدم ومنتخب اسكتلندا لكرة القدم. أما مع النوادي، فقد لعب مع نادي روس كاونتي ونادي ماذرويل ونادي دمبرتون.

## مسيرته الكروية
لعب ستيفن سوندرز خلال مسيرته الاحترافية مع 6 أندية في ثلاثة عشر موسمًا وسجل خلالها 13 هدفًا ضمن 170 مباراة. ولم يفز بأي موسم بالكأس وفاز في موسمين بالدوري.
خاض ستيفن سوندرز مسيرته مع نادي ماذرويل في موسم 2008–09 ليلعب معه خمسة مواسم، مشاركًا في 56 مباراة سجل خلالها هدفين. ثم انتقل إلى نادي روس كاونتي في موسم 2013–14 ولمدة موسمين، حيث شارك في 19 مباراة سجل خلالها هدفًا واحدًا. لينتقل بعدها إلى نادي دمبرتون في موسم 2015–16 لمدة موسم واحد، مشاركًا في 25 مباراة سجل خلالها 4 أهداف. ثم انتقل إلى نادي ذا نيو سينتس في موسم 2016–17 ولمدة موسمين، مشاركًا في 39 مباراة سجل خلالها 4 أهداف أيضًا. هذا وانتقل لاحقًا إلى نادي بارتيك ثيسل في موسم 2018–19 ولمدة موسمين، مشاركًا في 28 مباراة سجل خلالها هدفين.

## وصلات خارجية
- ستيفن سوندرز على موقع قاعدة بيانات كرة القدم.إي يو (الإنجليزية)
- ستيفن سوندرز على موقع ناشيونال فوتبول تيمز (الإنجليزية)
- ستيفن سوندرز على موقع Soccerbase.com (لاعب) (الإنجليزية)
- ستيفن سوندرز على موقع Soccerway.com (الإنجليزية)
- ستيفن سوندرز على موقع عالم كرة القدم.نت (الإنجليزية)